# Peter Mackridge
Peter Mackridge, griechisch Πήτερ oder Πίτερ Μάκριτζ (* 12. März 1946 in Harpenden, Hertfordshire; † 16. Juni 2022) war ein britischer Neogräzist.

## Leben
Mackridge studierte neugriechische und französische Sprache und Literatur am St John’s College der Universität Oxford. Mit einem Stipendium des Queen’s College, Oxford, hielt er sich in den Jahren 1969 bis 1972 in Athen zur Vorbereitung seiner unveröffentlichten Dissertation über den griechischen Kriminalroman der Zwischenkriegszeit auf. Von 1973 bis 1980 war er Lecturer für neugriechische Philologie am King’s College London. Seit 1981 war er Fellow des St Cross College und Lecturer der Faculty of Medieval and Modern Languages der Universität Oxford. 1996 erfolgte die Ernennung zum Professor. 2003 wurde er vorzeitig in den Ruhestand versetzt und war dann Professor Emeritus of Modern Greek. Während seines Ruhestandes war er zudem Visiting Professor am King’s College London. 2008 wurde er von der Universität Athen zum Doctor honoris causa ernannt, 2017 zum Ehrenprofessor der Universität der Peloponnes. Am 23. März 2022 wurde ihm die griechische Ehrenbürgerschaft verliehen.
Mackridge gehörte den Editorial Boards des Journal of Byzantine and Modern Greek Studies und der griechischen Zeitschrift Kondyloforos an.

## Arbeitsschwerpunkte
Mackridge arbeitete sprachwissenschaftlich sowohl zur Geschichte, Diglossie und den Dialekten des Neugriechischen, als auch literaturwissenschaftlich insbesondere zu Solomos, Kavafis, Politis, Prevelakis, Seferis und Tachtsis sowie kulturgeschichtlich zur griechischen Sprachfrage, den damit verbundenen Ideologien und dem griechischen Nationalismus.
Zusammen mit David Holton und Irene Philippaki-Warburton verfasste er eine neugriechische Grammatik, die in Lang- wie in Kurzfassung zu einem Standardwerk wurde.
Darüber hinaus war Mackridge als Übersetzer aus dem Neugriechischen ins Englische tätig (Prevelakis, Alexandrou, Patrikios, Tachtsis, Ioannou, Seferis).

## Schriften
Monographien
- The Modern Greek Language. A Descriptive Analysis of Standard Modern Greek. Oxford University Press, Oxford 1985.
  - Griechische Übersetzung: H νεοελληνική γλώσσα. Περιγραφική ανάλυση της νεοελληνικής κοινής. Übers. K. N. Petropoulos. Patakis, Athen 1990.
- Dionysios Solomos. Bristol Classical Press, Bristol 1989.
  - Griechische Übersetzung: Διονύσιος Σολωμός. Übers. Katerina Anghelaki-Rooke. Kastaniotis, Athen 1995.
- Εκμαγεία της ποίησης. Σολωμός Καβάφης Σεφέρης. Hestia editions, Athen 2008.
- Language and National Identity in Greece, 1766–1976. Oxford University Press, 2009, ISBN 0-19-921442-5, books.google.de
  - Griechische Übersetzung: Γλώσσα και εθνική ταυτότητα στην Ελλάδα, 1766–1976. Patakis, Athen 2013.

Grammatiken
- (mit David Holton, Irene Philippaki-Warburton): Greek. A comprehensive grammar of the modern language. Routledge, London 1997, books.google.de
  - Griechische Übersetzung: Γραμματική της ελληνικής γλώσσας. Übers. Vasilis Spyropoulos. Patakis, Athen 1999.
- (mit David Holton, Irene Philippaki-Warburton): Greek. An essential grammar of the modern language. Routledge, London 2004.
  - Griechische Übersetzung: Βασική γραμματική της σύγχρονης ελληνικής γλώσσας. Übers. Michalis Georgiafentis. Patakis, Athen 2007.

Herausgeberschaften
- (Hrsg.): Ancient Greek myth in modern Greek poetry. Essays in memory of C. A. Trypanis. Routledge, 1996, ISBN 0-7146-4751-9, books.google.de
- (Hrsg., mit anderen): Contemporary Greek Fiction in a United Europe. From local history to the global individual. Legenda Books, Oxford 2004, ISBN 1-900755-85-8